# Habrotrocha ligula
Habrotrocha ligula är en hjuldjursart som beskrevs av David Bryce 1913. Habrotrocha ligula ingår i släktet Habrotrocha och familjen Habrotrochidae. Arten är reproducerande i Sverige.

## Underarter
Arten delas in i följande underarter:
- H. l. aligula
- H. l. ligula
- H. l. loxoglotta